# ヤヒヤー・ムハンマド・ハミードゥッディーン
ヤヒヤー・ムハンマド・ハミードゥッディーン（アラビア語: يحيى محمد حميد الدين, ラテン文字転写: Yahya Muhammad Hamid ed-Din, ヤフヤー・ムハンマド・ハミードゥッディーン、1869年6月18日 - 1948年2月17日）は、イエメン王国の初代君主。